# Twisted nematic

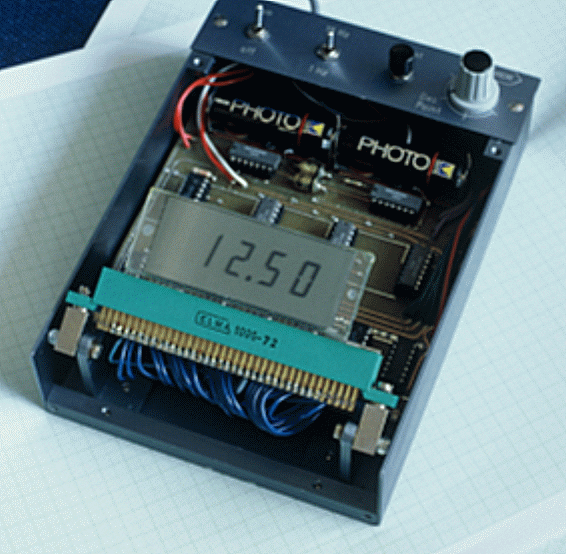
Reloj con un prototipo de pantalla LCD primitiva, basada en el efecto de campo twisted nematic

El efecto twisted nematic (efecto TN) tiene lugar en las pantallas LCD "TN", cuyas celdas NK (caracterizadas por el funcionamiento sin flujo de corriente y el uso de una baja tensión de polarización, que permite utilizarlo con baterías poco potentes), se valen de este fenómeno.
A diferencia de las pantallas basadas en la dinámica de dispersión primaria, hace uso de cristales líquidos en fase nemática, las celdas TN (Twisted nematic) no necesitan corriente eléctrica para su funcionamiento, ni ninguna tensión eléctrica para las funciones importantes. Este efecto es la base de las pantallas TN alfanuméricas con un voltaje de control bajo dando un contraste aceptable, por lo que se pueden utilizar en muchos dispositivos portátiles (calculadoras, relojes, etc.)
Las celdas NK son el principal adelanto tecnológico que hizo práctica la utilización de las pantallas LCD.

## Historia
El efecto nemático fue detectado por primera vez por el físico francés Charles-Victor Mauguin en 1911. Mauguin estaba experimentando con una variedad de cristales líquidos semisólidos, cuando notó que podía alinear los cristales tirando de un trozo de papel, haciendo que los cristales se polarizasen. Más adelante se dio cuenta de que cuando intercalaba el cristal entre dos polarizadores alineados, podía girarlos uno en relación con el otro, pero la luz seguía transmitiéndose, algo inesperado (normalmente, si dos polarizadores están alineados en ángulo recto, la luz no pasa a través de ellos). Mauguin concluyó que la luz estaba siendo repolarizada por la torsión del cristal mismo.
El descubrimiento del efecto nemático en cristales líquidos se atribuye generalmente a James Fergason en 1970 en los laboratorios de la International Liquid Xtal Company de Kent (Ohio Estados Unidos). Fergason patentó su invento casi simultáneamente con el Laboratorio Central de Investigación de Hoffmann-Roche en Suiza (la U. S. Pat No. 3.731.986 se presentó el 22 de abril de 1971, la Patente Suiza Nº 532 261 el 4 de diciembre de 1970). Se llevó a cabo una investigación para decidir la composición de la Patente de Fergason y al final este vendió su patente por 1 millón US$, la mitad en tasas de los Estados Unidos y un pequeño porcentaje en derechos de autor internacionales.

## Principio de funcionamiento
La tecnología twisted nematic  fue la principal innovación en el desarrollo de pantallas LCD Pantalla de cristal líquido, una invención y patente registrada sobre el efecto de campo nemático trenzado, por parte de M. Schadt y W. Helfrich en 1970. El efecto TN, desarrollado en los laboratorios de Hoffmann-Roche fue una revolución en la tecnología de pantalla plana. A diferencia de las pantallas LED y otras pantallas con dinámica de dispersión, basadas en el control del efecto de la luminosidad, el twisted nematic se basa en controlar con precisión la reestructuración de las moléculas de cristal líquido entre las diferentes configuraciones moleculares bajo el efecto de un campo eléctrico.
Esto se hace mayoritariamente sin consumo de energía y a bajos voltajes de operación. Este efecto requiere que los cristales líquidos "giren" en el estado "apagado".

### Composición de una pantalla LCD-TN

Pantalla de cristal líquido Twisted nematic (TN).
- Film de filtro vertical para polarizar la luz que entra.
- Sustrato de vidrio con electrodos de Óxido de Indio ITO. Las formas de los electrodos
determinan las formas negras que aparecen cuando la pantalla se enciende y apaga. Los cantos verticales de la superficie son suaves.
- Cristales líquidos Twisted Nematic (TN).
- Sustrato de vidrio con film electrodo común (ITO) con los cantos horizontales para alinearse con el filtro horizontal.
- Film de filtro horizontal para bloquear/permitir el paso de luz.
- Superficie reflectante para devolver la luz al espectador. En un LCD retroiluminado,
esta capa es reemplazada por una fuente luminosa.

1. Film de filtro vertical para polarizar la luz que entra.
2. Sustrato de vidrio con electrodos de Óxido de Indio ITO. Las formas de los electrodos
determinan las formas negras que aparecen cuando la pantalla se enciende y apaga. Los cantos verticales de la superficie son suaves.
3. Cristales líquidos Twisted Nematic (TN).
4. Sustrato de vidrio con film electrodo común (ITO) con los cantos horizontales para alinearse con el filtro horizontal.
5. Film de filtro horizontal para bloquear/permitir el paso de luz.
6. Superficie reflectante para devolver la luz al espectador. En un LCD retroiluminado,
esta capa es reemplazada por una fuente luminosa.

### Estados de conmutación.
| Apagada | Encendida |
| --- | --- |
| La luz L pasa a través de P2, la cual es una lámina polarizada perpendicular a P1, filtrando cerca de la mitad de ésta. Luego continúa por el cristal G para así llegar al electrodo E2. | La luz L pasa a través de P2, la cual es una lámina polarizada perpendicular a P1, filtrando cerca de la mitad de ésta. Luego continúa por el cristal G para así llegar al electrodo E2.                                                                        |
| Al no tener tensión entre los electrodos E2 y E1, el cristal líquido LC es rotado en 90° gracias a las capas de alineación (no mostradas) presentes en éstos.                            | Al ser aplicada una tensión V entre los electrodos E2 y E1, el cristal líquido LC se alinea con el campo eléctrico, rompiendo la alineación en 90° que originalmente poseían.                                                                                   |
| La luz pasa completamente por el polarizador P1, gracias a la rotación antes realizada, permitiendo seguir su camino.                                                                    | La luz que pasa por el polarizador P1 es casi nula, la cual varía de acuerdo al voltaje aplicado en LC, siendo necesario alrededor de 1 Voltio para completar la alineación. Dado que por el cristal no fluye corriente, la energía necesaria es bastante baja. |
| Finalmente, la luz que cruza el polarizador forma la imagen I, la cual luce trasparente a L en su estado inicial.                                                                        | Dada la despreciable cantidad de luz que pasa por P1, la imagen I luce maliciosamente oscura. |